# Egaenus rugosus
Egaenus rugosus is een hooiwagen uit de familie echte hooiwagens (Phalangiidae).